# 新川斎万太郎
新川斎 万太郎（しんせんさい まんたろう、生没年不詳）とは江戸時代の浮世絵師。

## 来歴
文政6年（1823年）に描かれた絵馬「七代目市川団十郎の暫」（板地着色、成田山霊光館所蔵）が知られる。これには「万太郎」画の署名と「新川斎」の朱文方印及び「萬□楼
」の白文方印がみられる。絵馬額の裏面には「願主 本牧屋万太郎」とあり、同一人物とみられる。その画風は鳥居派の絵看板的なものであるが、絵師としては知られておらず、絵に長けた商人が自ら描いたものかもしれない。額縁は一周にわたって黒漆に金で家紋が記されており、絵馬裏面に記された奉納者たちに関わるものであろうとされる。